# Nicholas Hoult

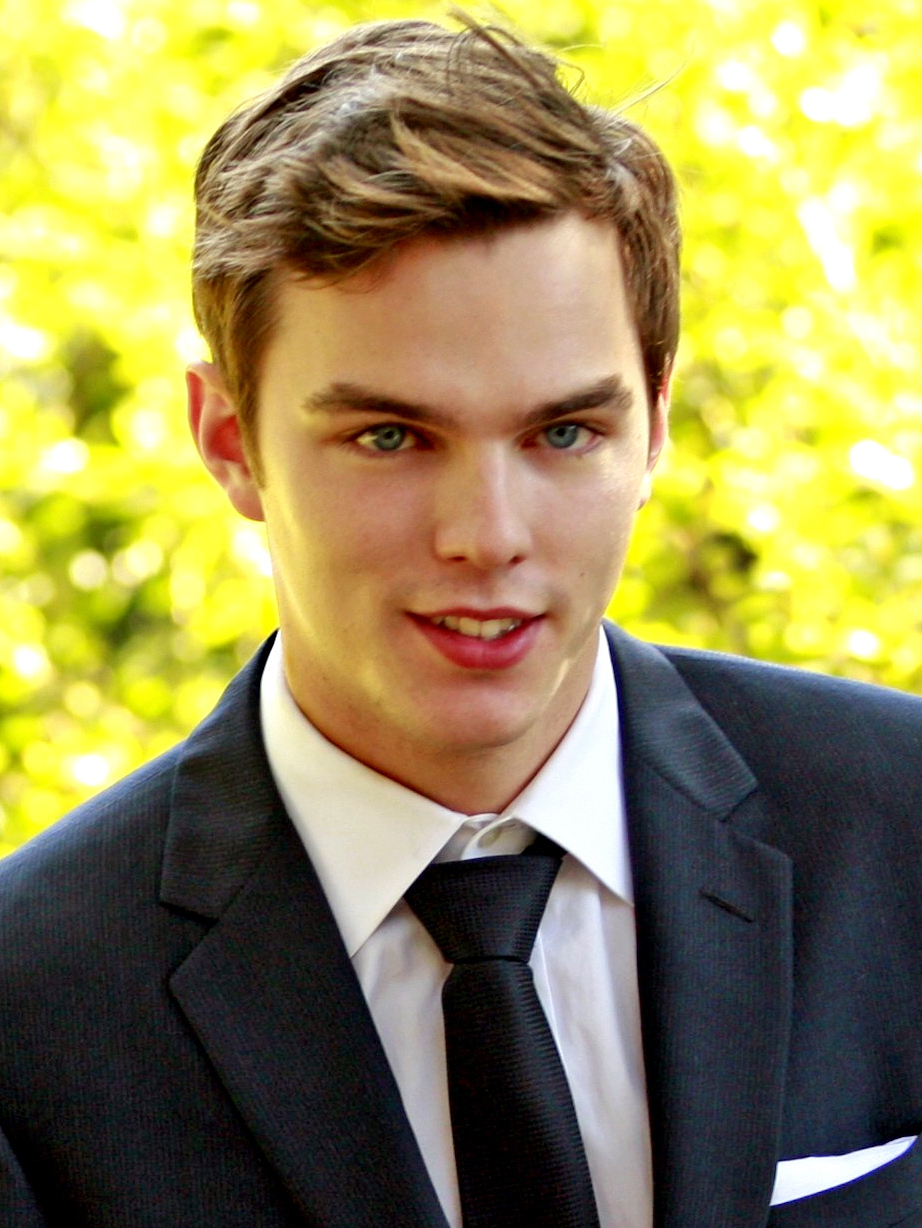
Hoult 2009

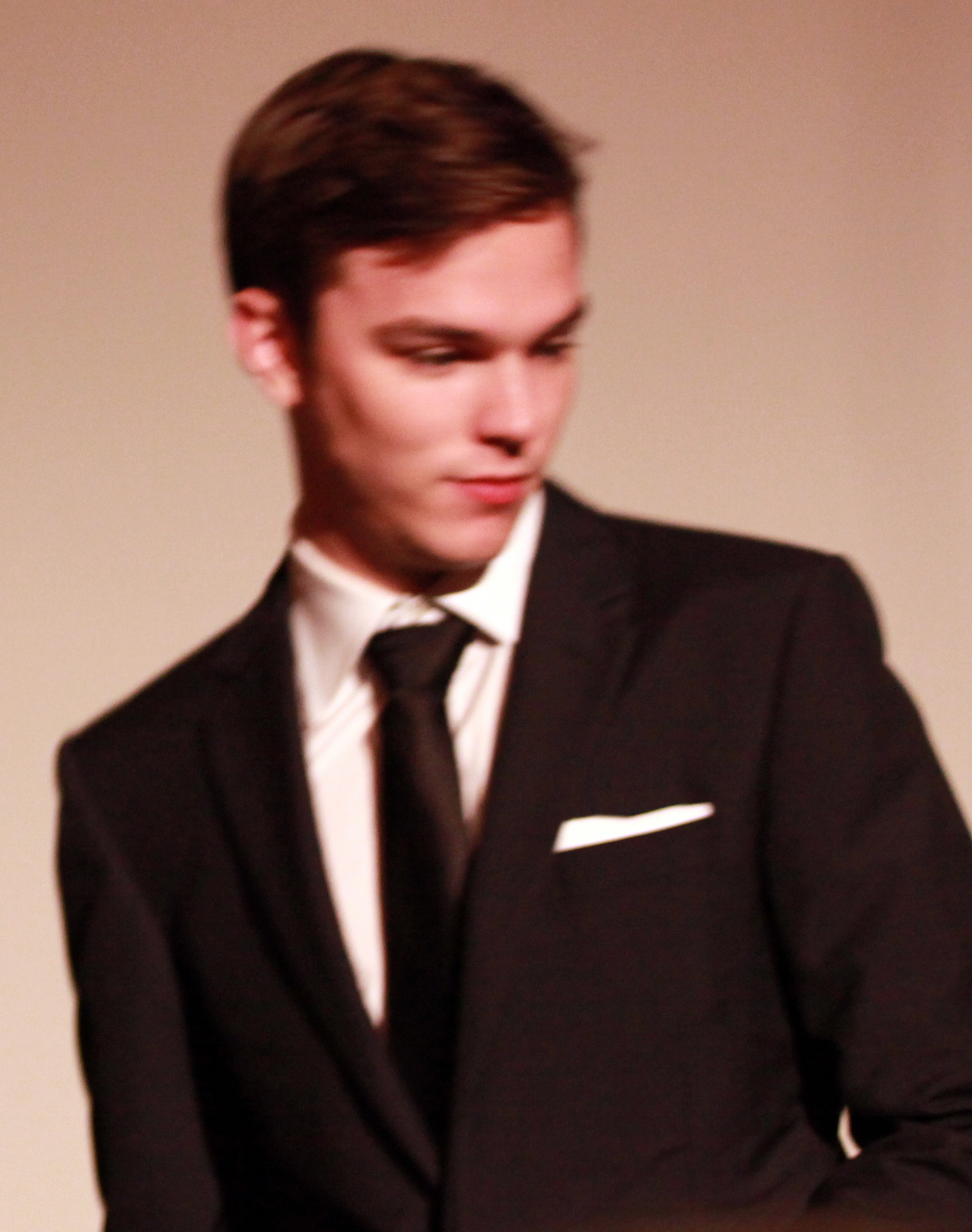
Hoult 2010

Nicholas Hoult, född 7 december 1989 i Wokingham i Berkshire, är en brittisk skådespelare och fotomodell.
Hoult har bland annat spelat i Om en pojke, TV-serien Skins och The Weather Man. I BBC-filmatiseringen av Henning Mankells Villospår, spelar han Stefan Fredman. Han spelar rollen Beast i filmerna X-Men: First Class (2011), X-Men: Days of Future Past (2014), X-Men: Apocalypse (2016) och X-Men: Dark Phoenix (2019). Nicholas Hoult är släkt med Anna Neagle.

## Filmografi

### Film
| År   | Titel                          | Roll                  | Noteringar |
| ---- | ------------------------------ | --------------------- | --- |
| 1996 | Intimate Relations             | Bobby                 | TV-film |
| 1997 | Mr White goes to Westminster   | John                  | TV-film |
| 2002 | Om en pojke                    | Marcus Brewer         | Phoenix Film Critics Society Awards för Best Performance by a Youth in a Leading or Supporting Role – Male Nominerad - Young Artist Awards för Best Performance in a Feature Film – Leading Young Actor Nominerad - Broadcast Film Critics Association Awards för Best Young Performer |
| 2005 | Wah-Wah                        | Ralph Compton         | |
| 2005 | The Weather Man                | Mike                  | |
| 2006 | Kidulthood                     | Blake                 | |
| 2007 | Coming Down the Mountain       | David Phillips        | |
| 2009 | En enda man                    | Kenny                 | |
| 2010 | Clash of the Titans            | Eusebios              | |
| 2011 | Rule Number Three              | Matt                  | Kortfilm |
| 2011 | X-Men: First Class             | Hank McCoy/Beast      | |
| 2013 | Warm Bodies                    | R                     | Teen Choice Awards för Choice: Breakout Movie Actor/Actress (2013) |
| 2013 | Jack the Giant Slayer          | Jack                  | |
| 2014 | Young Ones                     | Flem Lever            | |
| 2014 | X-Men: Days of Future Past     | Hank McCoy/Beast      | |
| 2015 | Dark Places                    | Lyle                  | |
| 2015 | Mad Max: Fury Road             | Nux                   | |
| 2015 | Equals                         | Silas                 | |
| 2015 | Kill Your Friends              | Stelfox               | |
| 2016 | X-Men: Apocalypse              | Hank McCoy/Beast      | |
| 2016 | Underdogs                      | Ace (röst)            | |
| 2016 | Collide                        | Casey                 | |
| 2017 | Rebel in the Rye               | J. D. Salinger        | |
| 2017 | Newness                        | Martin                | |
| 2017 | Sand Castle                    | Matt Ocre             | |
| 2017 | The Current War                | Nikola Tesla          | |
| 2018 | Deadpool 2                     | Hank McCoy/Beast      | |
| 2018 | The Favourite                  | Robert Harley         | |
| 2019 | Tolkien                        | J. R. R. Tolkien      | |
| 2019 | X-Men: Dark Phoenix            | Hank McCoy/Beast      | |
| 2019 | True History of the Kelly Gang | Constable Fitzpatrick | |
| 2019 | The Banker                     | Max Steiner           | |
| 2021 | Those Who Wish Me Dead         | Patrick               | |
| 2024 | Nosferatu                      | Thomas Hutter         | |
| 2024 | Juror No. 2                    | Justin Kemp           | |
|      | The Order                      | Robert J. Mathews     | |

### TV
| År        | Titel                  | Roll                          | Noteringar                                                                       |
| --------- | ---------------------- | ----------------------------- | -------------------------------------------------------------------------------- |
| 1996      | Casualty               | Craig Morrissey               | Avsnitt "It Ain't Me, Babe"                                                      |
| 1998      | Tyst vittne            | Tom Evans                     | Avsnitt "An Academic Exercise"                                                   |
| 1999      | Ruth Rendell Mysteries | Barry                         | Avsnitt "The Fallen Curtain"                                                     |
| 2000      | The Bill               | Hugh Austin                   | Avsnitt "The Squad"                                                              |
| 2001      | Magic Grandad          | Tom                           | 3 avsnitt                                                                        |
| 2001      | Holby City             | Oscar Banks                   | Avsnitt "Borrowed Time"                                                          |
| 2001      | Doctors                | Conor Finch                   | Avsnitt "Unfinished Business"                                                    |
| 2001      | Waking the Dead        | Max Bryson                    | 2 avsnitt                                                                        |
| 2001      | World of Pub           | 11-årig pojke                 | Avsnitt "Sixties"                                                                |
| 2002      | Murder in Mind         | Andrew Wilsher                | Avsnitt "Memories"                                                               |
| 2002      | Judge John Deed        | Jason Powell                  | Avsnitt "Everyone's Child"                                                       |
| 2003      | Star                   | Bradley Fisher                | 7 avsnitt                                                                        |
| 2004      | Keen Eddie             | Edward Mills                  | Avsnitt "Who Wants to Be in a Club That Would Have Me as a Member?"              |
| 2005      | Mystery Hunters        | Sig själv                     |                                                                                  |
| 2007-2008 | Skins                  | Tony Stonem                   | 19 avsnitt Monte-Carlo TV Festival Award för Outstanding Actor in a Drama Series |
| 2008      | Wallander              | Stefan Fredman                | Avsnitt "Sidetracked"                                                            |
| 2012      | Robot Chicken          | Harry Potter, Captain America | Avsnitt "Collateral Damage in Gang Turf War"                                     |
| 2018      | Watership Down         | Fiver (röst)                  |                                                                                  |
| 2020      | The Great              | Peter III                     |                                                                                  |